# 克拉克曼南郡
克拉克曼南郡（英語：Clackmannanshire）是苏格兰的32个議會轄區之一，主要产业有农业和酿造业。克拉克曼南郡与斯德靈郡、珀斯和金羅斯、法夫毗邻。面积僅159平方公里，與西鄧巴頓郡並列蘇格蘭最小的行政區，人口51,280（2013年）。地区行政中心在小镇阿洛阿。
主要的乡镇有杜拉、蒂利库特里、阿尔瓦、克拉克曼南等。景点有阿尔瓦塔、坎貝爾城堡等。

## 外部連結
- 克拉克曼南郡

1. ↑   (PDF). www.gro-scotland.gov.uk/statistics/theme/population/estimates/mid-year/mid-2013/index.html.   [26 June 2014]. （原始内容 (PDF)存档于2014年7月17日）.